# Ludovic Spiess
Ludovic Spiess (ur. 13 maja 1938 w Klużu, zm. 28 stycznia 2006 koło Alexandrii) – rumuński śpiewak operowy, tenor.

## Życiorys
Ukończył studia w Bukareszcie, następnie w latach 1965–1966 kształcił się u Antonio Narducciego w Mediolanie. Zadebiutował jako śpiewak operowy w 1962 roku w Gałaczu rolą Księcia Mantui w Rigoletcie. Od 1964 roku występował w operze w Bukareszcie, gdzie debiutował rolą Cavaradossiego w Tosce. W 1966 roku został zwycięzcą Międzynarodowego Konkursu Wokalnego w ’s-Hertogenbosch, rok później kreował rolę Dymitra w Borysie Godunowie Modesta Musorgskiego na festiwalu w Salzburgu. Występował gościnnie w Buenos Aires, Rio de Janeiro, Zurychu, Stuttgarcie, Wiedniu. W 1971 roku debiutował w Metropolitan Opera w Nowym Jorku, a w 1973 roku w Covent Garden Theatre w Londynie.
Do jego popisowych ról należały Radames w Aidzie, Kalaf w Turandot, Książę Mantui w Rigoletcie, Florestan w Fideliu, Don José w Carmen, a także partie tytułowe w Lohengrinie i Tannhäuserze.